# Públio Cornélio Cipião Násica Córculo
Públio Cornélio Cipião Násica Córculo (m. 141 a.C.; em latim: Publius Cornelius Scipio Nasica Corculum) foi um político da família dos Cipiões da gente Cornélia da República Romana eleito cônsul por duas vezes, em 162 e 155 a.C., com Caio Márcio Fígulo e Marco Cláudio Marcelo respectivamente. Foi pontífice máximo entre 150 e 142 a.C.. Era filho de Públio Cornélio Cipião Násica, cônsul em 191 a.C., e pai de Públio Cornélio Cipião Násica Serapião, cônsul em 138 a.C..
Herdou de seu pai o amor pela jurisprudência e ficou tão famoso por seu saber jurídico e conhecimento da lei pontifícia que recebeu o apelido de "Corculum" (em latim: "corculum a corde dicebant antiqui et acutum"). Era chamado de Násica, o Jovem para diferenciá-lo do pai.

## Primeiros anos e primeiro consulado (162 a.C.)

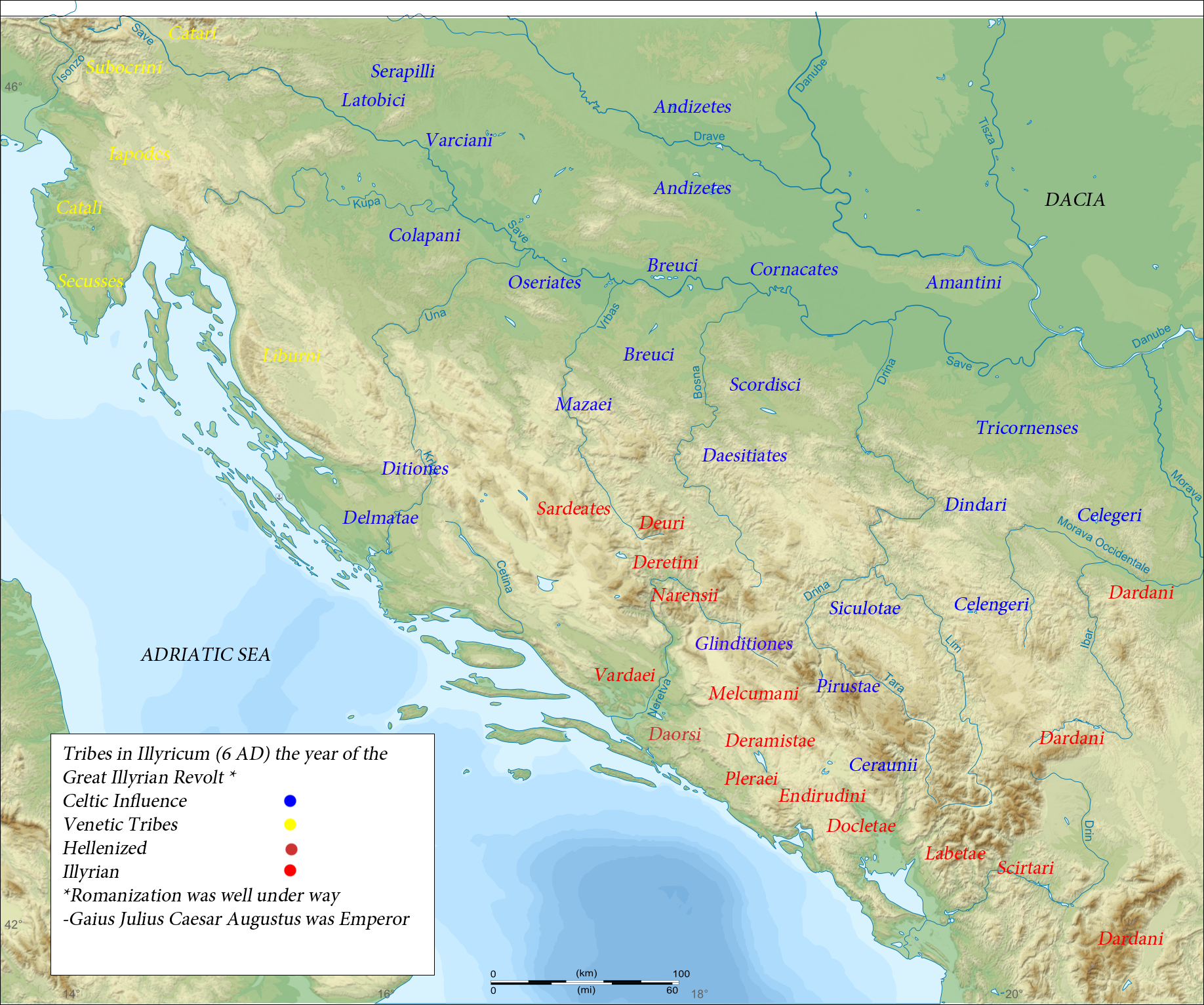
Mapa da Ilíria antes da ocupação romana. Córculo saiu da Ístria, no canto superior esquerdo, e chegou até o rio Narenta (Neretva), bem no meio deste mapa.

Em 169 a.C., participou da Terceira Guerra Macedônica sob o comando de seu cunhado, Lúcio Emílio Paulo Macedônico, e comandou um grupo de desembarque que atacou Perseu da Macedônia. No ano seguinte, participou da Batalha de Pidna, que encerrou a guerra.
Foi eleito cônsul em 162 a.C. com Caio Márcio Fígulo, mas os dois tiveram que renunciar depois que líder de uma das centúrias morreu durante a Assembleia das centúrias e os áugure decretaram que a eleição era inválida.
Em 159 a.C., foi eleito censor com Marco Popílio Lenas e impôs uma norma que proibia a colocação de estátuas de pessoas públicas no Fórum Romano sem a autorização expressa do Senado Romano ou do povo. Em seu mandato, Roma conheceu a clepsidra (relógio d'água) pela primeira vez, que foi instalada na Basílica Emília.

## Segundo consulado (155 a.C.) e anos finais
Foi eleito cônsul em 155 a.C. com Marco Cláudio Marcelo e conquistou os dálmatas a partir de sua base em Aquileia. Dali, marchou até Delmínio, conquistando toda a região entre os rios Arsia (moderno rio Raša, na Ístria) e Narenta (Neretva, hoje na Bósnia e Herzegovina), o que lhe valeu um triunfo. Esta região tornou-se, em seguida, a nova província de Ilírico.
Córculo era um firme defensor dos velhos hábitos e costumes romanos e se opunha a todas as inovações estrangeiras. Em seu consulado, pediu ao Senado a demolição de um teatro por considerá-lo prejudicial à moral pública.

### Terceira Guerra Púnica
Entre 159 e 149 a.C., Córculo foi um adversário político de Catão, o Velho, e defendia que Roma não deveria destruir Cartago. Segundo uma tese de Plutarco e uma afirmação de Apiano, esta posição devia-se ao temor de Córculo de que a destruição do principal de Roma iria resultar, indubitavelmente, num declínio da moral e da disciplina dos romanos. Quando Catão insistia com sua obsessão ("Carthago delenda est" — "Cartago precisa ser destruída"), Córculo respondia que Cartago precisava ser salva. Porém, mesmo sendo príncipe do senado, Córculo perdeu muito de sua influência quando Cartago declarou guerra contra Massinissa, rei da Numídia, uma guerra que, segundo os romanos, violaria o tratado de cinquenta anos antes entre romanos e cartagineses e que os romanos consideravam perpétuo (e os gregos consideravam que havia expirado). A realidade é que Roma desejava destruir Cartago, que havia rapidamente se recuperado das pesadas multas e de anos de guerra, e, com este objetivo, encorajava os númidas a realizarem seus repetidos ataques ao território cartaginês. Seja como for, Cipião Násica Córculo foi desacreditado como sendo um "campeão de Cartago" e Catão, seu adversário, triunfou. Córculo viveu para ver a Terceira Guerra Púnica, ironicamente encerrada pelo seu parente Cipião Emiliano, e Catão viveu o suficiente para vê-la declarada.
Córculo foi eleito pontífice máximo em 150 a.C. depois de um interregno de dois anos após a morte de Marco Emílio Lépido e príncipe do senado em 147 a.C.. Acredita-se que tenha morrido em 141 a.C., pois foi sucedido por seu filho, Públio Cornélio Cipião Násica Serapião, como pontífice máximo.

## Influência
Foi elogiado por Cícero por suas habilidades oratórias e Aurélio Vítor o descreve como "eloquentia primus, jures scientia consultissimus, ingenio sapientissimus".

## Família
Córculo casou-se com sua prima de segundo-grau, Cornélia Africana Maior, a filha mais velha de Cipião Africano, com quem teve Públio Cornélio Cipião Násica Serapião, cônsul em 138 a.C. e seu sucessor como pontífice máximo. Não se conhece nenhum outro filho, a data do casamento ou a data da morte de Cornélia. Porém, é provável que o casamento tenha ocorrido por volta de 184 ou 183 a.C., ainda durante a vida de Cipião Africano. Este casamento entre primos de segundo grau é o primeiro casamento conhecido de pessoas de uma mesma gente.
O filho de Cipião Násica Serapião, cônsul em 138 a.C. e seu neto, Públio Cornélio Cipião Násica Serapião, foi também eleito em 111 a.C.. O último cônsul de sua linhagem foi seu trineto Metelo Cipião, sogro de Pompeu Magno. Seu último descendente direto foi Cornélia Metela, a viúva de Pompeu.